# Eggertshofen
Eggertshofen ist ein Ortsteil der Großen Kreisstadt Freising im oberbayerischen Landkreis Freising.

## Lage
Der einzelne Bauernhof liegt südlich von Freising am Rand der Isarauen direkt an der Staatsstraße 2350 (ehemalige Bundesstraße 11). Nur wenige Kilometer westlich des Flughafens München gelegen, wird Eggertshofen in nur geringer Höhe von startenden und landenden Flugzeugen überflogen.

Im Jahr 809 wird der Hof erstmals als Ekkiperhteshoua beschrieben. Die erste urkundliche Erwähnung stammt aus dem Jahr 1418. Bei der Gemeindebildung 1818 wurde Eggertshofen Teil der Gemeinde Pulling. Die ganze Gemeinde wurde 1978 in die Stadt Freising eingegliedert. Am 2. Mai 2004 besuchte der chinesische Ministerpräsident Wen Jiabao im Rahmen einer Europareise mit Edmund Stoiber den Bauernhof.

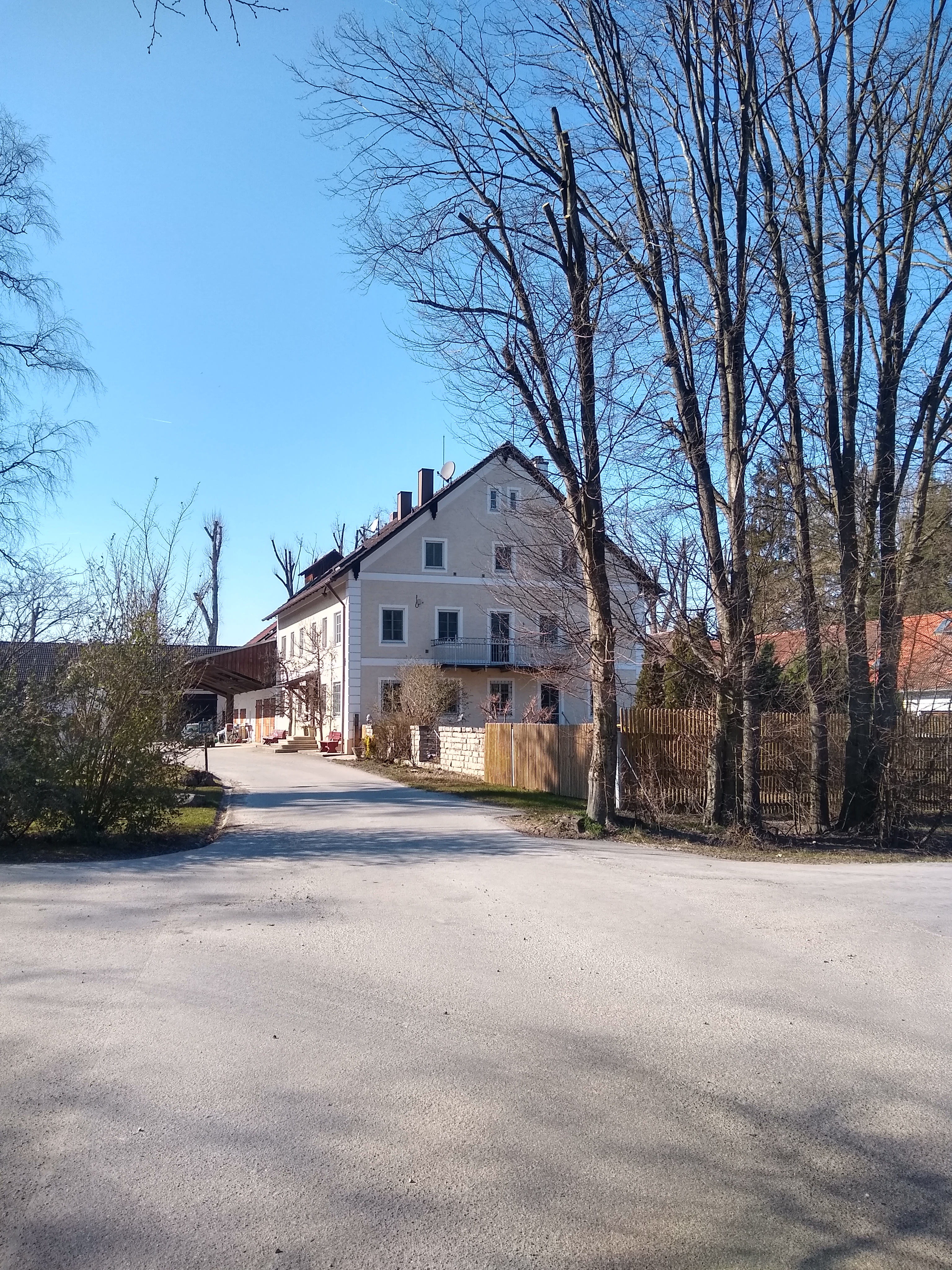
Hauptgebäude von Eggertshofen
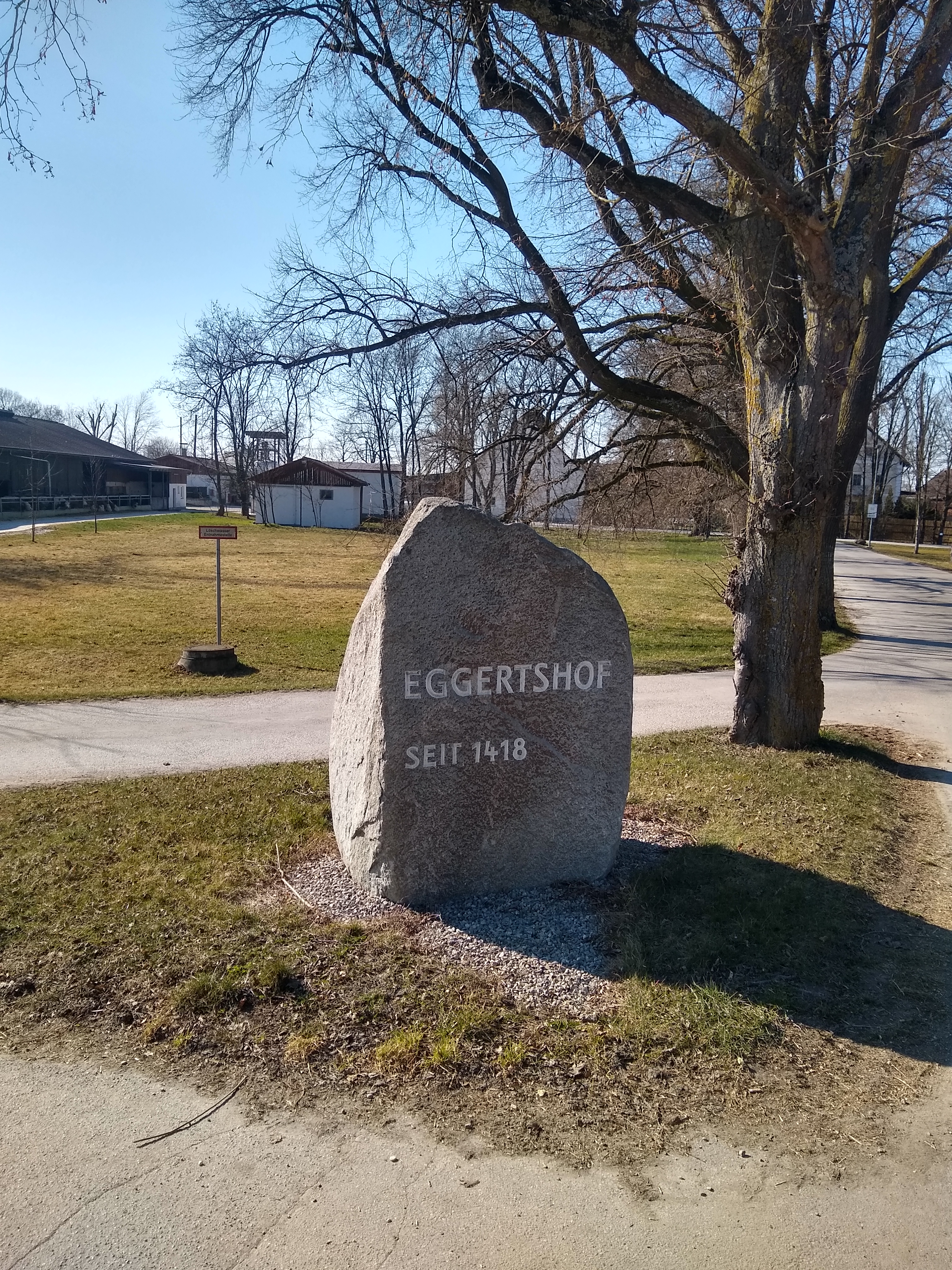
Stein an der Zufahrt